# Vaszil Vasziljovics Sztankovics
Vaszil Vasziljovics Sztankovics (ukránul: Василь Васильович Станкович, oroszul: Василий Васильевич Станкович, Vaszilij Vasziljevics Sztankovics) (Ilosva, 1946. április 25. –) szovjet színekben világbajnok, olimpiai ezüstérmes ukrán vívó.

## Sportpályafutása
Tőr és párbajtőr fegyvernemekben egyaránt versenyzett, de nemzetközileg is jelentős eredményeit tőrvívásban érte el.